# Club Náutico de Cala Gamba

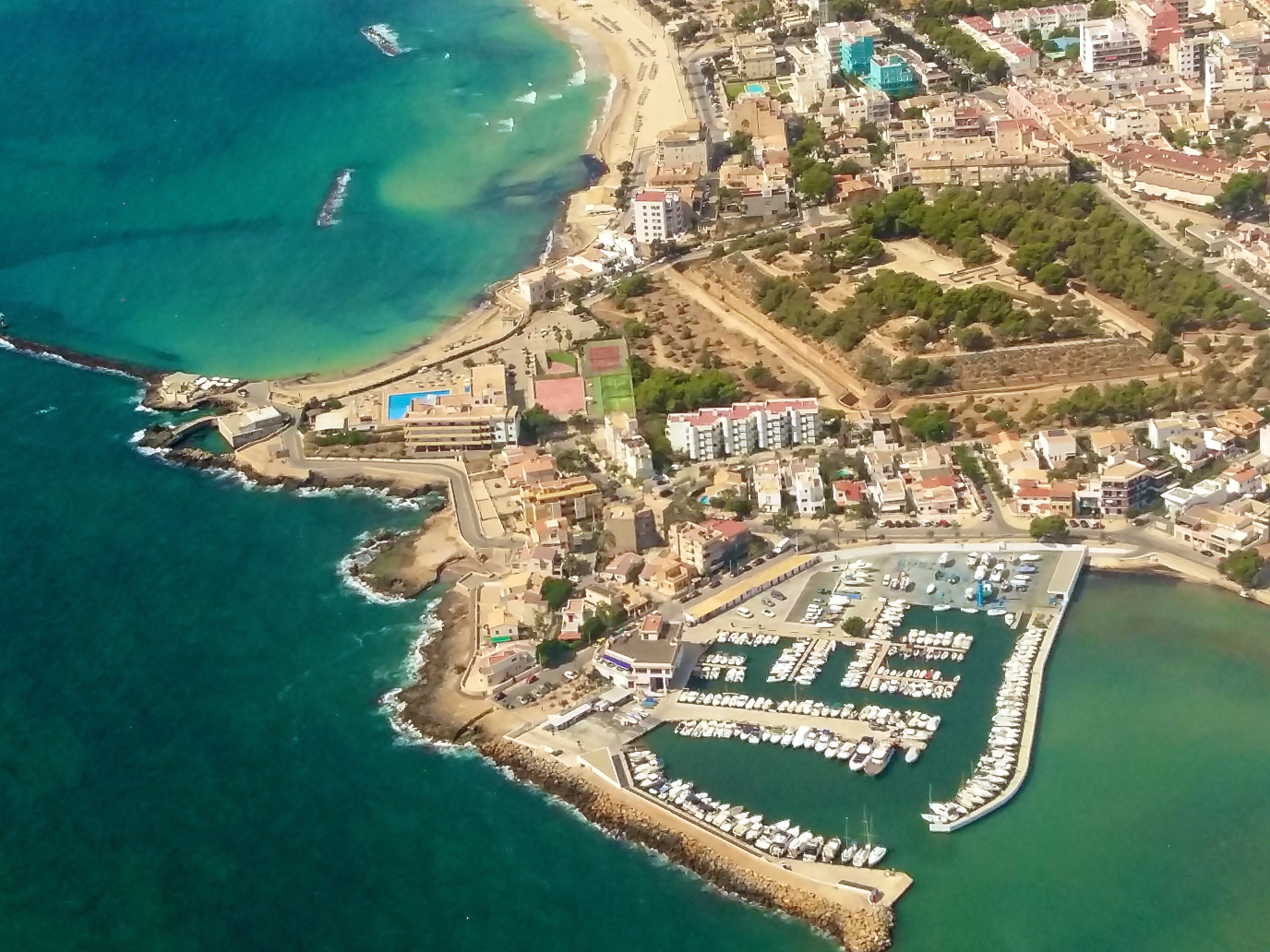
Vista aérea del club.

El Club Náutico de Cala Gamba es un club náutico ubicado en Cala Gamba, en la ciudad española de Palma de Mallorca (Baleares). 
Cuenta con 250 amarres y tiene secciones de vela, windsurf y motonáutica.

## Historia
El Club Náutico de Cala Gamba tiene su origen en una asociación que se constituyó, por iniciativa del médico Antonio Roca Garcías, en el año 1934 en el café de "Can Pocarroba". Fue en esta asociación donde nació la idea de construir un puerto recreativo, idea que se llevaría a cabo cuando el comandante de artillería José Marqués Talet, "Don Pep", como era conocido, gestó e impulsó las obras de construcción que comenzaron en abril de 1936. Las obras se dieron por terminadas en junio de 1938 y se constituyó la actual sociedad y se proclamó al comandante Marqués como presidente y a Antonio Roca como vicepresidente. Debido a la guerra civil española, la inauguración oficial no se produjo hasta julio de 1940.